# Кемпа (Белхатовський повіт)
Кемпа (пол. Kępa) — село в Польщі, у гміні Дружбиці Белхатовського повіту Лодзинського воєводства.
У 1975-1998 роках село належало до Пйотрковського воєводства.